# Prowincja Nakhon Ratchasima
Nakhon Ratchasima (taj. นครราชสีมา, również Korat lub Khorat) – jedna z prowincji (changwat) Tajlandii. Sąsiaduje z prowincjami Chaiyaphum, Khon Kaen, Buri Ram, Sa Kaeo, Prachinburi, Nakhon Nayok, Saraburi i Lopburi. Pod względem powierzchni jest największą prowincją Tajlandii, a drugą pod względem liczby ludności.